# Nick Fury Jr.
Nicholas Joseph "Nick" Fury, Jr. (nato Marcus Johnson) è un personaggio dei fumetti statunitensi creato da Cullen Bunn, Matt Fraction, Christopher Yost (testi) e Scott Eaton (disegni) pubblicato dalla Marvel Comics. La sua prima apparizione avviene in Battle Scars (Vol. 1) n. 1 (gennaio 2012).
Agente segreto ed eroe dell'esercito statunitense, Nick Fury Jr. ha esordito con il nome di Marcus Johnson per rivelare in seguito di essere il figlio di Nick Fury, di cui assume la carica di agente dello S.H.I.E.L.D. ed il ruolo nell'universo Marvel, in concomitanza con lo sviluppo del Marvel Cinematic Universe che vede il personaggio interpretato dall'attore afroamericano Samuel L. Jackson, cui è ispirata la versione Ultimate.

## Biografia del personaggio

### Primi anni
Nato ad Atlanta, Georgia, dall'ex-agente CIA Nia Jones e dal direttore dello S.H.I.E.L.D. Nick Fury i quali, conosciutisi e divenuti amanti durante una missione anti-Hydra in Cecoslovacchia, appena scoprono della gravidanza della donna decidono, per proteggere il figlio dai nemici paterni, di tenerlo nascosto al mondo intero; dunque la madre cambia nome in "Nia Johnson" e diviene un'assistente sociale nella suddetta cittadina crescendovi il figlio con l'altrettanto fittizio nome di "Marcus Johnson".
Da ragazzo, "Marcus" si arruola nell'esercito degli Stati Uniti come ranger venendo mandato a servire il suo paese in Medio Oriente ottenendo, nel giro di pochi anni, il grado di sergente e stringendo una profonda amicizia con il suo secondo in comando, il soldato "Cheese" Coulson.

### Fear Itself
Durante i fatti del periodo della paura sua madre viene assassinata mentre lui, in missione in Afghanistan sopravvive, assieme a "Cheese", ad una battaglia che uccide 25 soldati ferendone gravemente 48, apprendendo dunque della morte di sua madre appena tre giorni dopo. Profondamente segnato da tutto ciò, l'uomo si dimette e fa ritorno negli Stati Uniti accompagnato dall'amico per assistere al funerale materno.
Dopo la cerimonia, mentre visita la sua casa, saccheggiata durante i disordini causati dalla paura globale scatenata dal Serpente, si rende però conto che la morte di sua madre è stata un omicidio intenzionale tuttavia, pochi istanti dopo viene attaccato da un gruppo di mercenari russi intenzionati ad intascare una taglia messa sulla sua testa, la situazione precipita con l'arrivo di Taskmaster, interessato al medesimo obbiettivo; cosa che porta Capitan America e Sharon Carter a soccorrere il sergente e metterlo in custodia dallo S.H.I.E.L.D. senza fornirgli spiegazioni sul perché dell'attacco, cosa che lo porta a fuggire al fine di scoprire chi lo voglia morto, ma viene nuovamente assalito da Taskmaster nonché da Deadpool riuscendo fortunosamente a fuggire nel momento in cui questi si affrontano per contendersi la preda, sebbene poi anche la Società dei Serpenti si metta al suo inseguimento.
Soccorso da Nick Fury, l'uomo ottiene finalmente le risposte ai suoi quesiti, scoprendo la verità sulle sue origini e che a volerlo morto è l'ultimo membro di Leviathan rimasto in vita: Orion, desideroso di ottenere l'Infinity Formula contenuta naturalmente nel suo DNA. Fatta tale rivelazione tuttavia, i due vengono catturati dagli uomini di Orion, che dopo aver cavato l'occhio sinistro a "Marcus" per dare la somiglianza che manca ai due Fury, tenta di drenargli il sangue ma fallisce grazie all'intervento del padre e, successivamente, a quello di Coulson, unitosi allo S.H.I.E.L.D., che spara al supercriminale sovietico uccidendolo.

### S.H.I.E.L.D.
Dopo aver spiegato che non gli è rimasta più Infinity Formula, Nick Fury Sr. sparisce dunque nuovamente nel nulla, mentre il figlio, che assume legalmente il nome di Nick Fury Jr., a seguito di una breve riabilitazione dalle ferite, riceve in regalo la Divisa Super Soldato precedentemente indossata da Steve Rogers, e si unisce allo S.H.I.E.L.D. prima sotto la direzione di Daisy Johnson e in seguito sotto quella di Maria Hill prendendo parte alla prima missione dei Vendicatori Segreti contro una cellula terroristica di al-Qaida e collaborando di frequente con numerosi supereroi.

## Poteri e abilità
Nick Fury Jr. è un grande esperto di combattimento corpo a corpo, capace di affrontare entro una certa misura anche avversari come Deadpool. Ottimo leader ed abile stratega specializzato in tattica militare, ha servito in Medio Oriente distinguendosi per vari meriti oltre a riportare l'addestramento da ranger, Berretto Verde esperto di esplosivi e pilota di numerose tipologie di veicoli sia di terra che d'aria. Ha dimostrato inoltre una tale propensione naturale per lo spionaggio da venire reclutato dallo S.H.I.E.L.D. senza passare dall'accademia.
Esperto nell'utilizzo sia delle armi da fuoco che delle armi bianche, in combattimento Fury Jr. Si serve di una variante della Divisa Super Soldato indossata da Steve Rogers dopo il suo ritorno che, oltre ad essere anti proiettili, gli conferisce una maggiore resistenza fisica ed alle temperature, sia alte che sotto zero.
Esattamente come suo padre, Nick Fury Jr. possiede una longevità soprannaturale ma, a differenza del primo, questa non è indotta artificialmente tramite dosi annuali di Infinity Formula in quanto tale sostanza si trova in maniera naturale all'interno del suo DNA conferendogli, inoltre, delle capacità fisiche ai vertici dell'umano, se non superumane.